# Billy and the Butler
Billy and the Butler è un cortometraggio muto del 1912. Il nome del regista non viene riportato.

## Produzione
Il film fu prodotto dalla Essanay Film Manufacturing Company.

## Distribuzione
Distribuito dalla General Film Company, il film -  un cortometraggio di una bobina - uscì nelle sale cinematografiche statunitensi il 25 giugno 1912.